# Voluntario de segunda
Voluntario de segunda (VS) es un rango militar del Ejército Argentino y de la Fuerza Aérea Argentina.

## Nivel jerárquico
En el Ejército Argentino el grado de «voluntario de segunda» (VS) es el segundo grado más alto y el segundo más bajo en el escalafón de soldados. Igualmente, es el grado inmediato inferior del de «voluntario de primera» (VP) y el inmediato superior al de «voluntario de segunda en comisión» (VS «ec»).
En la Fuerza Aérea Argentina el grado de «voluntario de segunda» (VS) es el segundo grado más alto y el más bajo en el escalafón de soldados. Del mismo modo, es el grado inmediato inferior al de «voluntario de primera».

## Insignias

Insignia de voluntario de segunda del Ejército Argentino
Insignia de voluntario de segunda en comisión del Ejército Argentino
Insignia de voluntario de segunda de la Fuerza Aérea Argentina